# 二木清彦
二木 清彦（ふたつぎ きよひこ、1955年（昭和30年）2月12日 - ）は、九州朝日放送元専務取締役。元アナウンサー。2023年4月1日から、KBC UNIE（旧ケービーシーメディア）の取締役会長。2024年4月1日時点では、株式会社三広の特別顧問。

## 略歴
- 1977年（昭和52年）KBCに一般採用枠でアナウンサーとして入社。
- 1992年（平成4年）報道部→ラジオ制作部→ラジオ営業部。
- 1998年（平成10年）ラジオ本部営業部長→ラジオ本部局次長。
- 2006年（平成18年）テレビ営業局長。
- 2011年（平成23年）4月 - 役員待遇ラジオ局長。
- 2012年（平成24年）6月27日 - 取締役ラジオ担当・営業統括補佐・ラジオ局長[3]。
- 2013年（平成25年）7月 - 取締役ラジオ担当・営業統括補佐。
- 2014年（平成26年）6月25日 - 常務取締役[4]営業統括。
- 2015年（平成27年）4月1日 - 常務取締役（営業統括 兼 東京支社長）
- 2017年（平成29年）4月1日 - 常務取締役（渉外・視聴者・広報室・支社担当）
- 2019年（令和元年）6月26日 - 専務取締役[5][6]
- 2021年（令和3年）10月1日 - ケービーシーメディア取締役会長
- 2023年（令和5年）
  - 4月1日 - KBCグループホールディングス顧問
  - 4月1日 - KBC UNIE取締役会長
- 2024年（令和6年）4月1日 - 株式会社三広特別顧問

## 現在の担当番組
- 九州リースサービス presents 二木清彦の人生 前へ！前へ!!（メインパーソナリティ）（エフエム福岡）2024年10月 - 放送中

## アナウンサー時代の担当番組（KBC九州朝日放送）
- 飛び出せ!全国DJ諸君（1980年グランプリ）
- PAO～N ぼくらラジオ異星人（1983年5月 - 1984年3月、金曜パーソナリティ）
- 青春キャンパス（KBCキャンパスリーダー）
- はつらつワイド 二ちゃん・千晴 ときめき歌謡局（メインパーソナリティ）
- おもしろ歌謡特報部（メインパーソナリティ）
- イブニング・スロープ（メインパーソナリティ）
- 二木清彦モーニングHI!（メインパーソナリティ）
- 歌う土曜日 歌謡曲ホット100 (1980年頃の長寿番組)

## その他
- 業の肯定　～落語家　粗忽家勘朝の人生訓～（プロデューサー 2003年日本民間放送連盟賞ラジオ教養優秀）
- 相棒 -劇場版IV- 首都クライシス 人質は50万人! 特命係 最後の決断（製作 2017年）